# Torsten Ohlson
Bror Oscar Torsten Ohlson, född 11 augusti 1891 i Nässjö, död 1 juli 1935 i Gustav Vasa församling i Stockholm, var en svensk filmproducent och affärsman.
Ohlson var direktör för distributionsföretaget AB Biografernas Filmdepôt och senare för produktionsbolaget Bonnierfilm. Han var en av de drivande krafterna bakom filmen Värmlänningarna (1921), tillsammans med regissören Erik A. Petschler och kaptenen Nils Boberg. Han var initiativtagare till och produktionsledare för filmen Amatörfilmen (1922) som regisserades av Gustaf Molander. Under hans tid som direktör för Bonnierfilm gjordes bland annat Unge greven ta'r flickan och priset (1924) som var ett lustspel i sex akter och baserades på en filmidé av Torsten Ohlson själv och regisserades av Rune Carlsten. I filmen medverkade skådespelarna Gösta Ekman d.ä. och Karin Swanström.
Efter ekonomiska motgångar för Bonnierfilm lämnade Ohlson filmbranschen för att ägna sig åt kaffehandel.
Torsten Ohlson var far till statstjänstemannen och diplomaten Sten-Olof Döös och meteorologen Bo Döös. De är alla begravda på Bromma kyrkogård.